# 武塔神
武塔神（或）乃日本民間故事「蘇民將來」裡出現的神祇，亦稱作武塔之神、武塔天神等。

## 概要

### 釋日本紀之記載
關於武塔神的記載，首見於鎌倉時代末期卜部兼方所撰之《釋日本紀》，該書卷七引用《備後國風土記》佚文「疫隈國社（えのくまのくにつやしろ，即今廣島縣福山市新市町之素盞嗚神社）」曰：
傳說武塔神乃北海之神，欲前往南海迎娶，但途中遇到夕陽西下，遂就地求宿。武塔神遇到蘇民將來（ソミンショウライ）、巨旦將來（コタンショウライ）二兄弟，富裕的弟弟巨旦將來拒絕其要求，貧窮的哥哥蘇民將來則爽快答應，並以僅有的栗飯招待之。幾年後武塔神帶著8個孩子（八王子權現）回來向貧窮的蘇民將來道謝，並說：「你的子孫在家嗎？」後者答曰：「只有我的女兒和妻子在家。」武塔神告之：「將來將會流行瘟疫，只要在腰間纏著茅草環即可免於一死。」後來此話果真應驗，蘇民將來與其妻女逃過瘟疫之災，富裕的巨旦將來則因此滅族。時有一神現身曰：「吾乃速須佐雄神（スサノオノカミ），日後遇到疫病流行只要腰間纏著茅草環即可。」

## 解說
由於前述軼文出現「速須佐能神（スサノオノカミ）」，音同「素戔嗚尊」，故一般將武塔神與後者習合。平安時代以降，祇園社將素戔嗚尊和牛頭天王習合，所以武塔神亦隨著習合。然而「武塔」並非日本的固有名詞，有一說「武塔」來自朝鮮巫教的「巫堂（무당）」。巫堂即朝鮮薩滿教的巫女，以巫術占卜治病、驅邪除魔、撫慰亡靈等。另有一說「武塔」來自音近之「牡丹」，亦或是跟毗沙門天習合的托塔李天王李靖有關。
平安時代辭書《伊呂波字類抄》記載：「自天竺北方有國，其名曰九相；其中有園，名曰吉祥；其園中有城，其城有王、牛頭天王，又名曰武塔天神。」陰陽道書籍《簠簋内傳》則謂天刑星的轉生，乃吉祥天王舎城的大王「商貴帝」。

## 內部連結
- 蘇民將來
- 素戔嗚尊
- 牛頭天王

## 外部連結
- （日語）蘇民将来符 - その信仰と伝承：八日堂蘇民将来符 （页面存档备份，存于）
- （日語）牛頭天王と蘇民将来